# Мужла
Мужла (слч. Mužla, мађ. Muzsla) насељено је мјесто са административним статусом сеоске општине (слч. obec) у округу Нове Замки, у Њитранском крају, Словачка Република.

## Становништво
| Година:    | 1994. | 2004.   | 2014.   | 2024.   |
| ---------- | ----- | ------- | ------- | ------- |
| Број људи: | 1995  | 1965    | 1886    | 1838    |
| Разлика:   |       | -1,50 % | -4,02 % | -2,54 % |

| Година:    | 2023. | 2024.   |
| ---------- | ----- | ------- |
| Број људи: | 1861  | 1838    |
| Разлика:   |       | -1,23 % |

Према подацима о броју становника из 2011. године насеље је имало 1.919 становника.